# St. Nikolaus (Parsdorf)

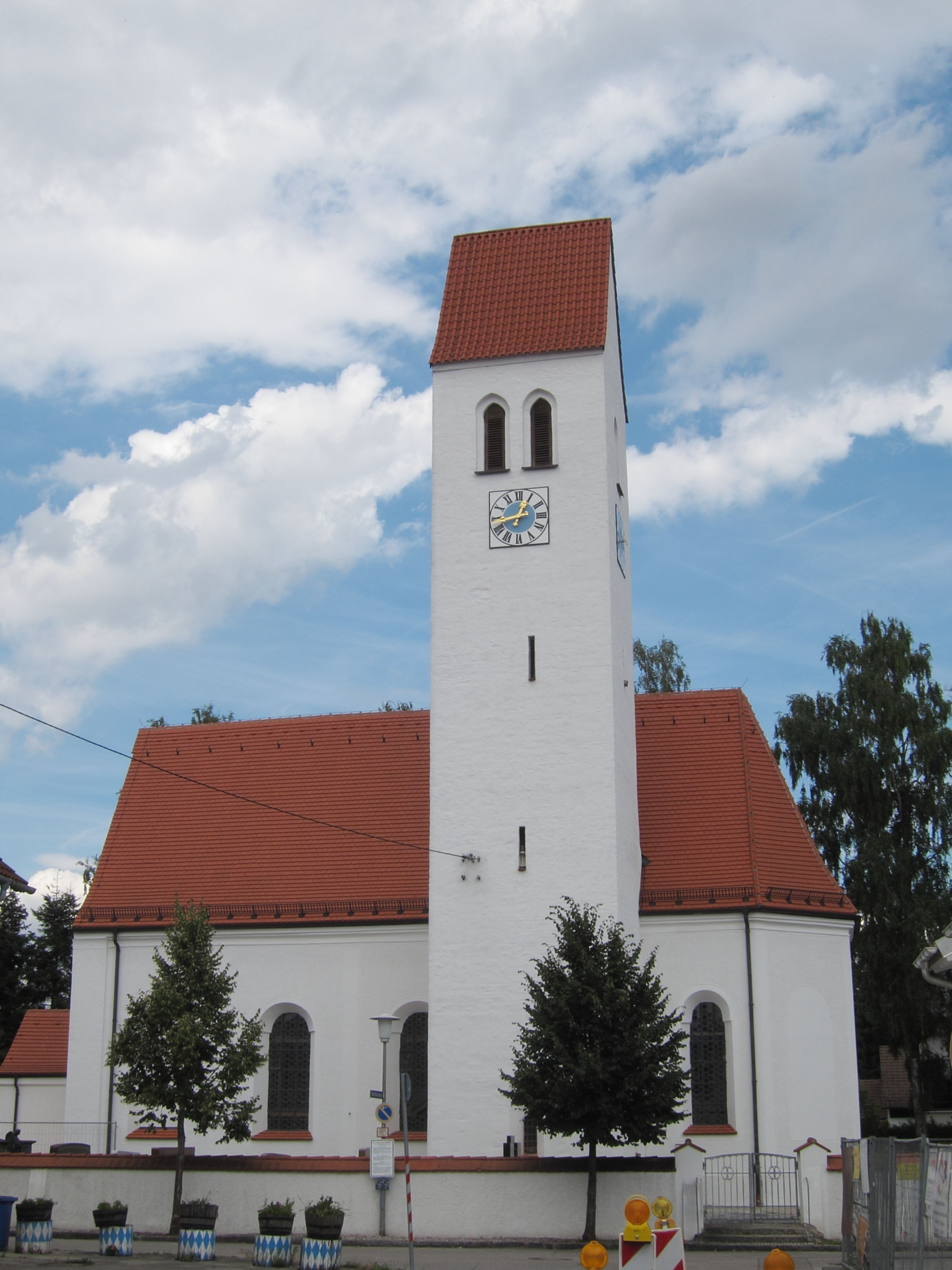
St. Nikolaus in Parsdorf

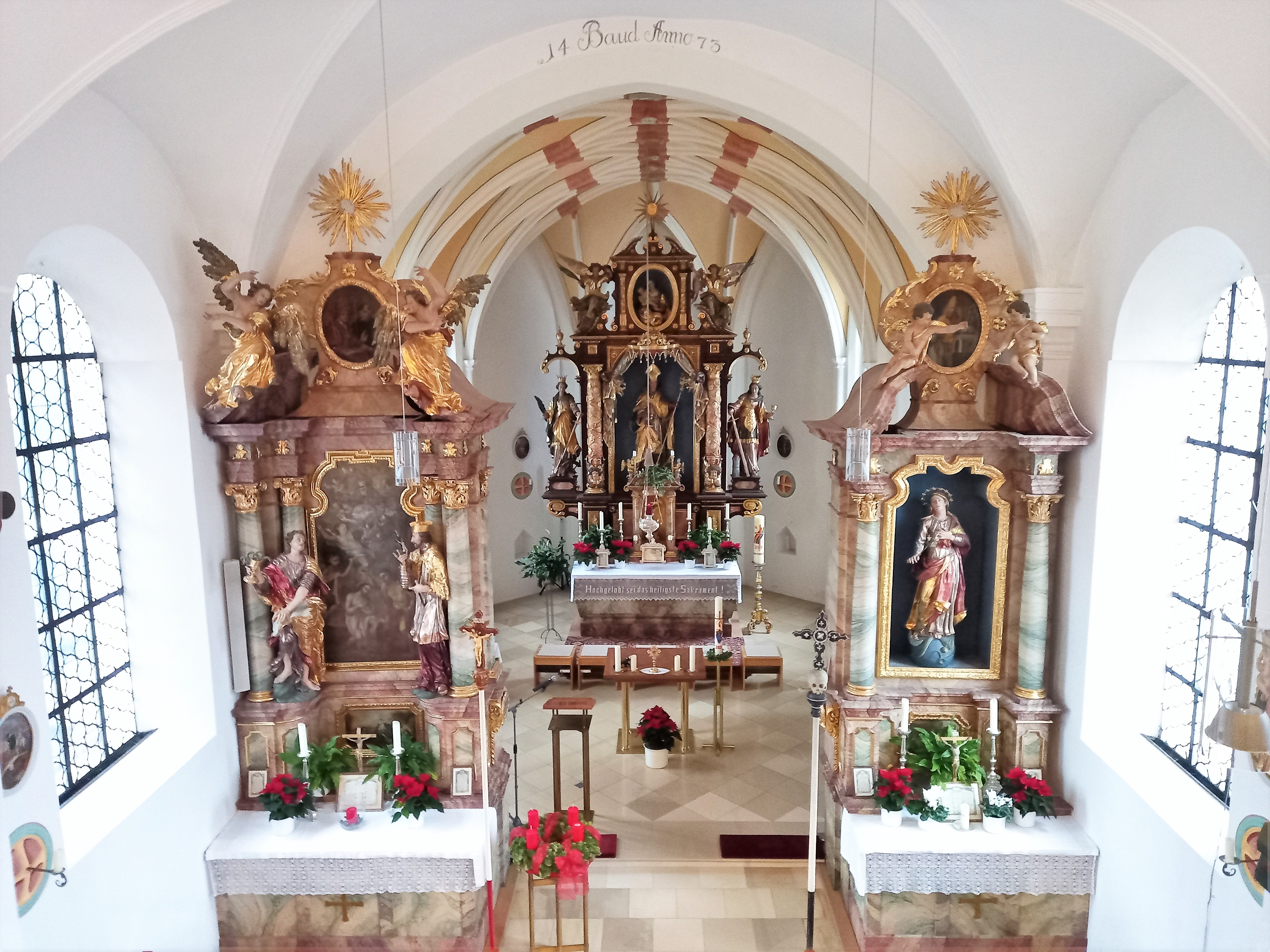
Innenraum

Die römisch-katholische Filialkirche St. Nikolaus steht in Parsdorf, einem Gemeindeteil von Vaterstetten im oberbayerischen Landkreis Ebersberg. Sie ist in der Liste der Baudenkmäler in Vaterstetten unter der Nr. D-1-75-132-8 eingetragen. Die Kirche gehört zum Dekanat München-Nordost im Erzbistum München und Freising.

## Beschreibung
Die spätgotische Saalkirche wurde 1457 erbaut. Sie besteht aus dem 1723 barock erneuerten Langhaus, dem eingezogenen, dreiseitig geschlossenen Chor im Osten und dem Chorflankenturm an der Südwand des Chors. Das oberste Geschoss des Turms enthält den Glockenstuhl und die Turmuhr. Der Vorbau an der Westwand des Langhauses führt zum Portal. 
Der Innenraum des Chors ist mit einem Netzgewölbe überspannt. Die drei Altäre wurden im frühen 18. Jahrhundert errichtet. Der Hochaltar wird von den Skulpturen der Katharina von Alexandrien und der Barbara von Nikomedien flankiert.
Eine elektronische Orgel ersetzt seit 2013 die von Georg Glatzl gebaute Orgel.